# 에페소스

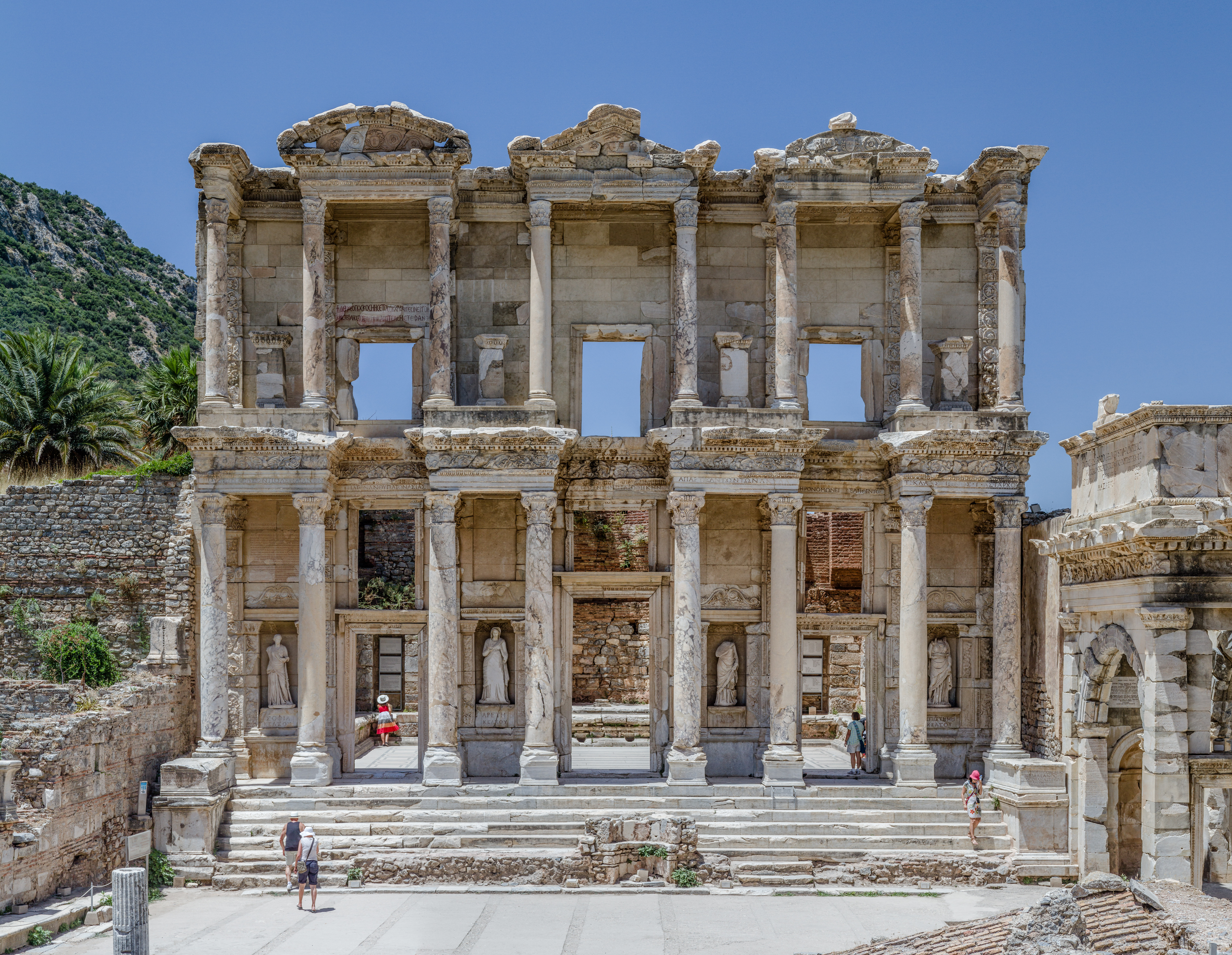
에페소 도서관

에페소스(라틴어: Ephesus, 그리스어: Έφεσος, 튀르키예어: Efes, 공동번역성서에서는 에페소, 한글 개역판에서는 에베소로 표기)는 서부 소아시아의 에게해 연안 (현재의 튀르키예 셀추크) 에 위치한, 고대 그리스의 아테네에 의해 기원전 9세기에 건립된 식민도시다.
에페소스는 주변 도시 혹은 국가, 스파르타, 페르시아, 페르가몬, 로마 등의 흥망성쇠에 따라 식민지화 되는 역사로 얼룩져 있다. 하지만 이러한 식민지의 역사에도 불구하고 에페소스는 상업을 통해 막대한 부를 축적했다. 기원전 6세기에 건조된 웅대한 아르테미스 신전과 로마 제국 시대에 건조된 소아시아에서 가장 큰 로마식 건축물인 도미티아누스 신전 (기원후 1세기)으로도 유명하다. 특히 아르테미스는 기독교가 들어오기 전까지 에페소스인들에게 풍요와 생명의 여신으로 숭배받던 대상이어서, 루가에 따르면 사도 바울로가 선교를 할 때 은으로 만든 신전모형을 팔던 상인들과 갈등을 겪기도 했다. 사도 바울로가 우상을 숭배하지 말자고 설교하여, 사람들이 신전모형을 더 이상 사지 않았기 때문이다.
에페소스는 기독교 초기 역사에서 빼놓을 수 없는 중요한 도시이다. 사도행전에 따르면, 바울로가 전도와 사목을 한 교회중 하나가 에페소 교회였다. 또한 요한묵시록에 등장하는 소아시아 일곱 교회 중 하나가 에페소 교회일 정도로 1세기 기독교 역사에서 비중있는 곳이기도 하다. 영국 성공회의 존 폭스 신부가 쓴 《순교자》에 따르면 사도 성 바울로의 제자인 디모테오가 주교로 사목한 교회가 에페소 교회라고 한다.

## 같이 보기
- 네아에페소스